# Beta Disk Interface

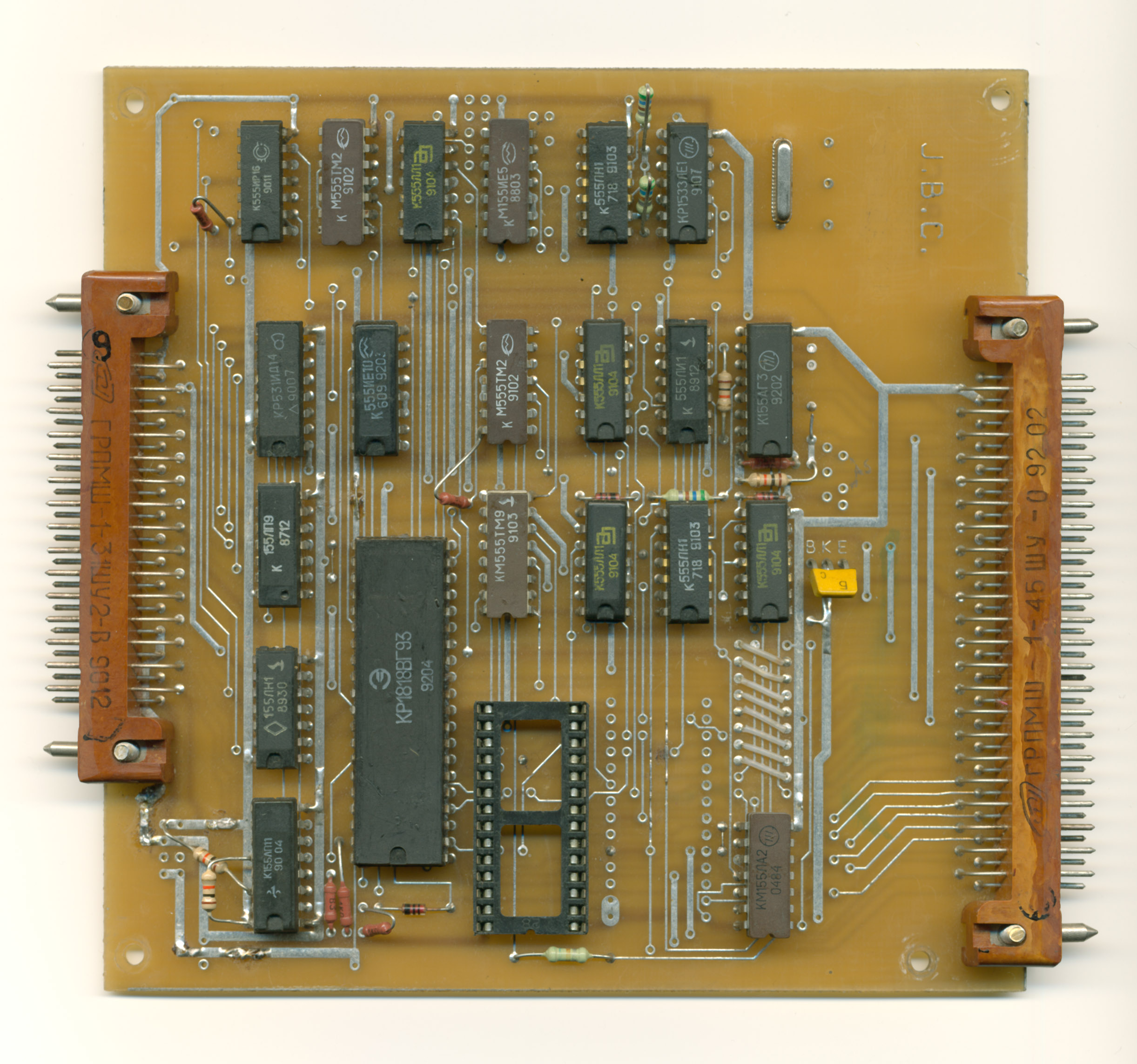
Clone da Beta Disk Interface produzida na Rússia.

Beta Disk Interface é uma interface de acionador de disquete para os microcomputadores ZX Spectrum. Foi desenvolvida pelaTechnology Research Ltd (Reino Unido), em 1984 e lançada em 1985 ao preço de £109,25 (ou £249,75 com o acionador). Beta 128 Disk Interface é uma versão de 1987 que dava suporte às máquinas ZX Spectrum 128 (as diferenças estavam nos endereços de acesso). As interfaces Beta Disk eram distribuídas com o SO TR-DOS em ROM, também produzido pela Technology Research Ltd. A última versão de firmware foi a 5.03 (1986). A interface era possivelmente baseada no chip WD1793.
A interface pode gerenciar até 4 drives de face simples e dupla, 40 e 80 trilhas, dupla densidade.

## Clones

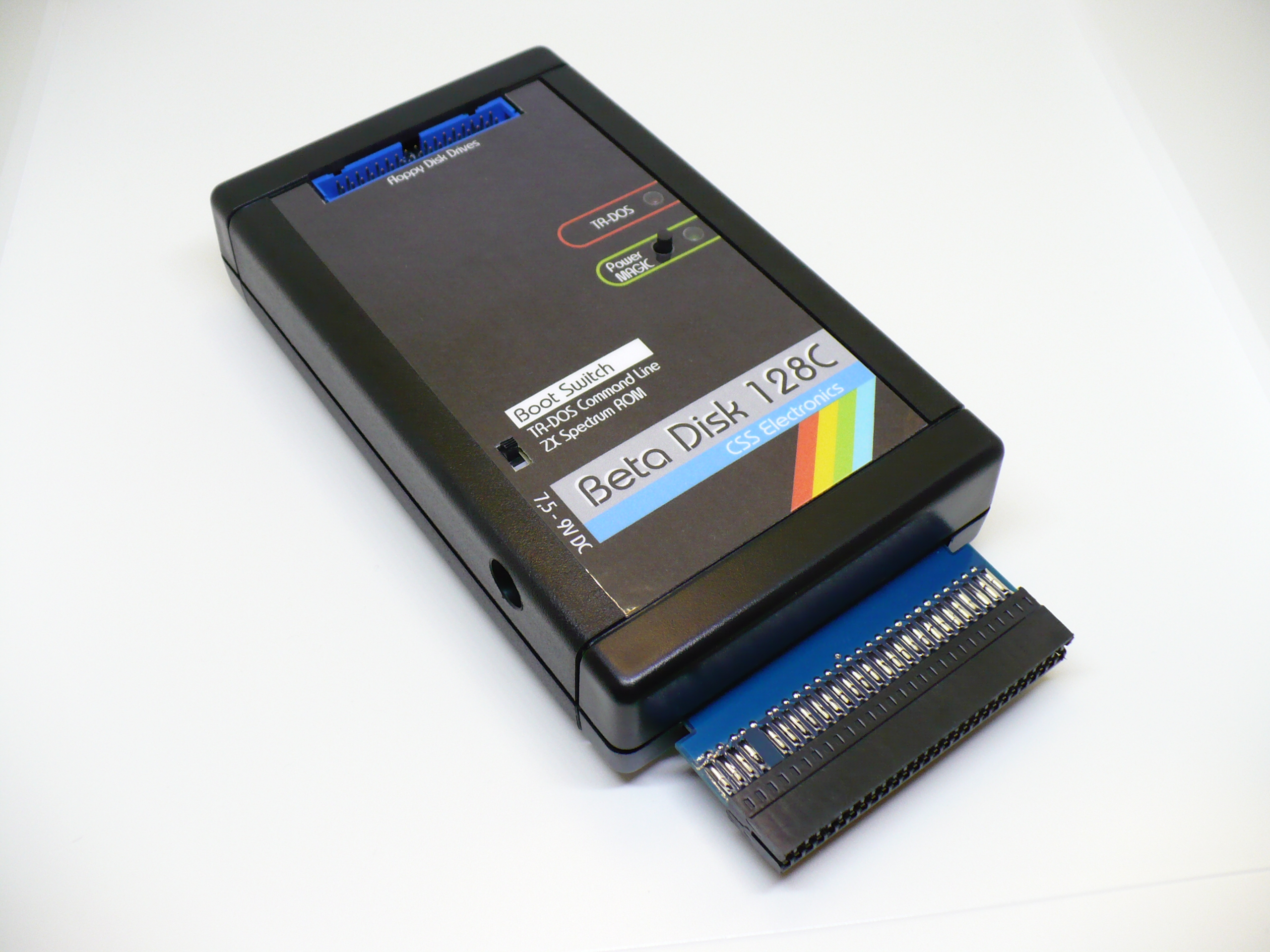
O clone tcheco de 2018, o sistema de disquete mais popular para ZX Spectrum 48/128.

Esta interface foi muito popular por sua simplicidade e a Beta 128 Disk Interface foi clonada por toda a URSS. Os primeiros clones soviéticos foram produzidos pela НПВО "Вариант" (Leningrado) em 1989. Esquemas da Beta 128 foram incluídas em vários clones russos do ZX Spectrum.
Algumas versões davam suporte a somente 2 drives. A correção de fase do sinal de dados do drive é feito de modos diferentes.

## Sistemas operacionais suportados
- TR-DOS
- iS-DOS
- CP/M (várias versões)
- DNA OS